# 李錦 (播音員)
李錦（194?年7月21日—），香港播音人，於1975年加入商業電台，在廣播劇《十八樓C座》分飾多個角色，如孤寒鐸、阮南安及大編輯，亦曾主持賽馬節目。
2022年2月，李錦確診新冠肺炎。

## 作品列表
- 《十八樓C座》（1975年-）飾 鐸叔（孤寒鐸）、大編輯（某報章編輯）、阮南安（周紅的丈夫）
- 《天書》飾 尚塞叔叔
- 《黃金少年》客串 喇嘛師父
- 《没有爆谷的日子》